# Volcanic Repeating Arms
Volcanic Repeating Arms Company — американська компанія створена в 1855 партнерами Горасом Смітом та Даніелем Б. Вессоном для роботи над набоєм Rocket Ball Вальтера Ганта та важільним механізмом. Volcanic розробили покращену версію набою Rocket Ball, а також розробили важільний карабін та пістолет для стрільби цим набоєм. Хоча Volcanic Repeating Arms Company існувала не довгий час, її нащадки, Smith & Wesson та Winchester Repeating Arms Company, стали основними виробниками зброї.

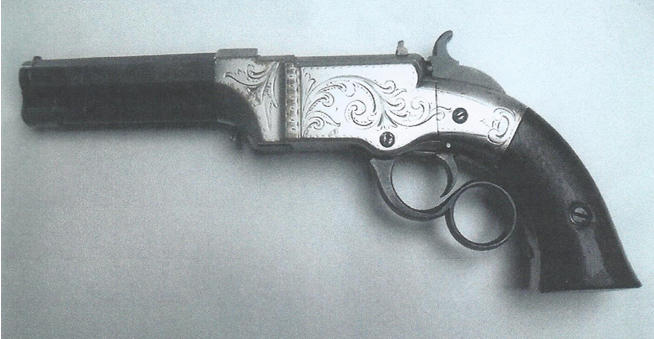
Кишеньковий пістолет Volcanic

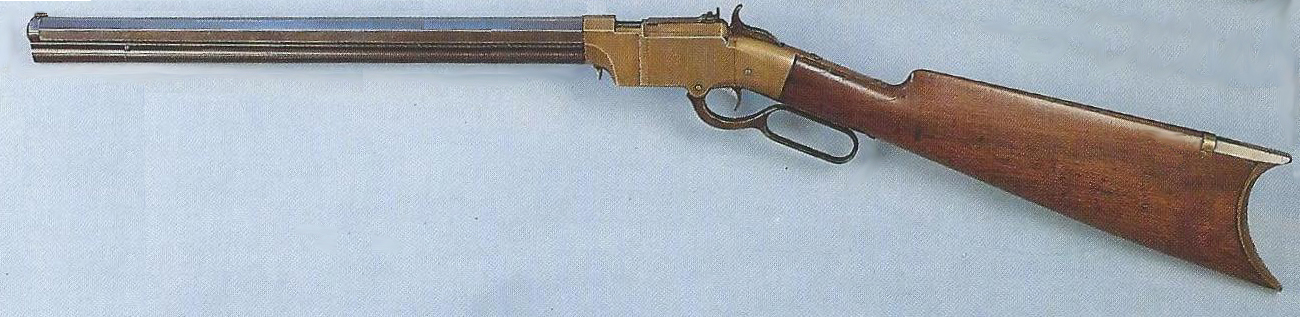
Гвинтівка Volcanic, ствол 16 1/2 дюйми

## Історія
В 1848 Гант розробив революційну магазинну гвинтівку Volition, яка представляла першу версію важільного магазинного механізму та трубчастого магазина. Проте конструкція Ганта була дуже не ідеальною, а тому було створено лише кілька прототипів; один зі зразків зберігається в Музеї Зброї в Коді штат Вайомінг. Льюїс Дженнінгс запатентував покращену версію конструкції Ганта в 1849. Версію Дженнінгса побудували Robbins & Lawrence Co. (під керівництвом майстра Бенджаміна Тайлера Генрі) і проданий С. П. Діксоном. Гораса Сміта найняв Кортландт Палмер для покращення гвинтівки Дженнінгса, запатентувавши в 1851 році конструкцію Сміт-Дженнінгс. За оцінками до 1852 року було випущено 2000 одиниць обох версій, коли через фінансові проблеми виробництво було припинено.
У 1854 партнери Горас Сміт та Даніель Б. Вессон разом з Кортландтом Палмером, бізнесменом який придбав права на патенти Дженнінгс та Сміт-Дженнінгс, і покращили робочий механізм, створивши важільний пістолет Smith & Wesson та новий набій Volcanic. Виробництво знаходилося в майстерні Гораса Сміта в Норвічі штат Коннектикут. Новий набій на основі набою Ганта Rocket Ball мав капсуль. Перша назва "Smith & Wesson Company" в 1855 році була замінена на "Volcanic Repeating Arms Company", з приєднанням нових інвесторів, одним з яких був Олівер Вінчестер. Volcanic Repeating Arms Company отримала всі права на розробки Volcanic, а також на набої створені Smith & Wesson Company. Вессон залишився на посаді керівника заводу протягом 8 місяців, до створення разом зі Смітом "Smith & Wesson Revolver Company" і придбання ліцензії на казнозарядний барабан розробки Ролліна Вайта. 
Вінчестер довів до банкрутства Volcanic Arms Company наприкінці 1856, отримав на неї права і перевів фабрику до Нью-Гевена штат Коннектикут, де реорганізував її в New Haven Arms Company в квітні 1857. Б. Тайлер Генрі став суперінтендантом фабрики коли Robbins & Lawrence зазнали фінансових проблем і Генрі покинув їх. Продовжуючи випускати гвинтівку та пістолет Volcanic, Генрі почав експериментувати з новим набоєм кільцевого запалення і переробив важільний механізм Volcanic. Результатом стала гвинтівка Генрі. До 1866 компанію знову реорганізували знов, цього разу в Winchester Repeating Arms company, а тому назва Вінчестер стала синонімом важільної гвинтівки.

## У популярній культурі
В 2012 в серії програми Зірки Ломбарду, під назвою "Bear-ly There", пістолет .41 калібру Volcanic Repeating Arms було придбано Ломбардом Gold & Silver за $6,500.
Магазинна гвинтівка Volcanic використана в вестерні На декілька доларів більше та була використана Людиною без Імені і Ель-Індіо.
Пістолет Volcanic використано в іграх компанії Activision Gun та Rockstar Games Red Dead Redemption. Під назвою "Volcanic Pistol", пістолет Volcanic використано в іграх Techland Call of Juarez та Call of Juarez: Bound in Blood. Це найпотужніша зброя в обох іграх. У картковій грі Bang! також є Volcanic; він є найменш далекобійною зброєю, але це компенсовано новою унікальною можливістю стріляти більше ніж один раз за хід.
Райдер, головний персонаж серії Merkabah Rider Едварда М. Ерделака, носив пістолет Volcanic інкрустований золотом та сріблом з різними соломоновими талісманами та оберегами.
Пістолет 1855 Volcanic було показано в 3 сезоні Синів Зброї в епізоді "Найбільший у світі кулемет" в 2012.

Пістолет Volcanic можна отримати, граючи за агента Сінсенґумі в грі Total War: Shogun 2, а також є першою зброєю в грі Fistful of Frags.

Examples of Volcanic Repeating Arms
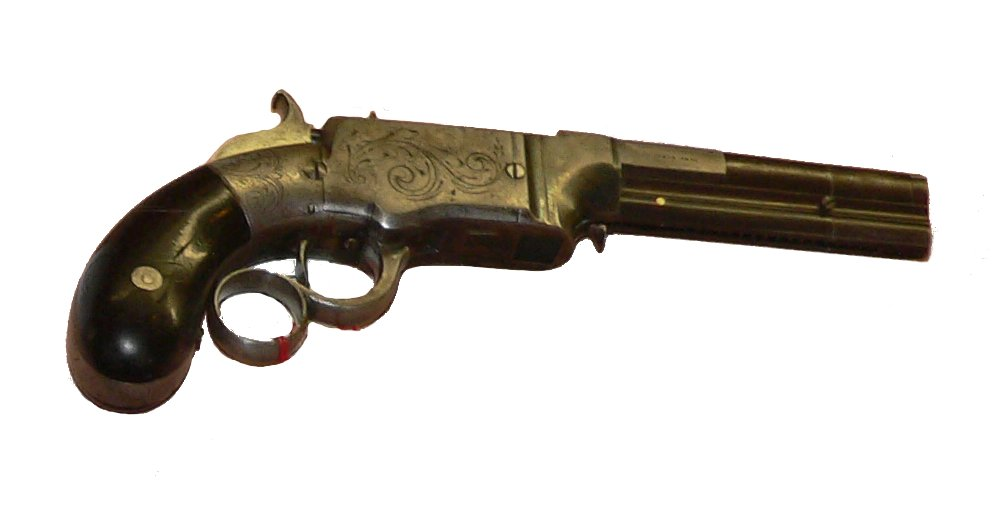
Пістолет Smith & Wesson Volcanic, приблизно 1855, калібр .31
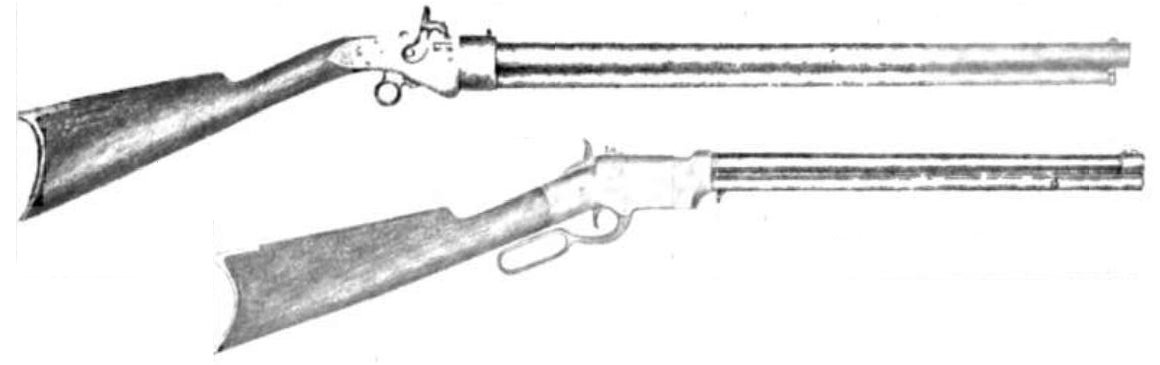
Гвинтівки Дженнінгс (згори) та Volcanic (знизу)
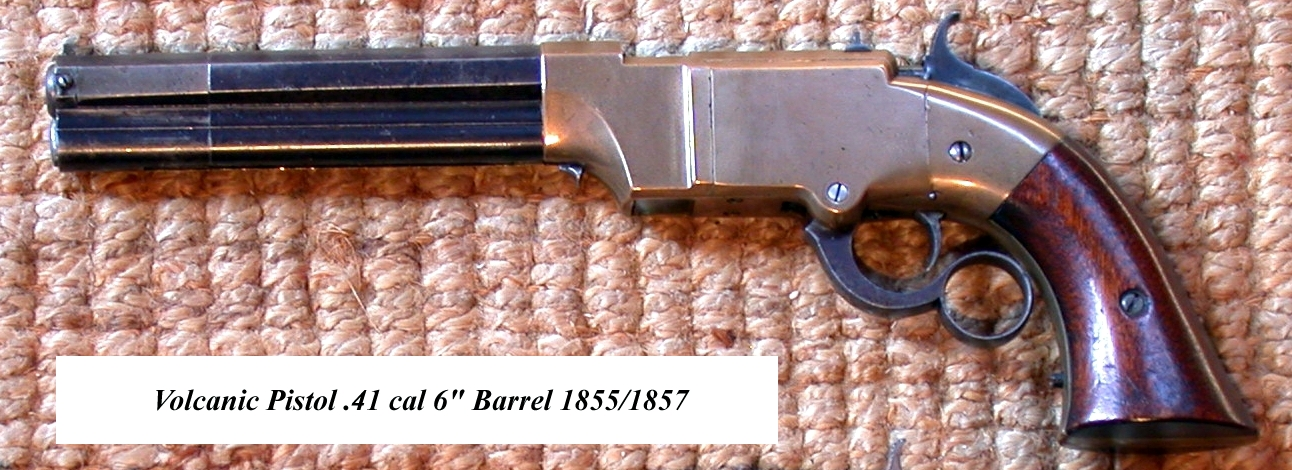
Пістолет Volcanic .41 калібру